# Grottenfee

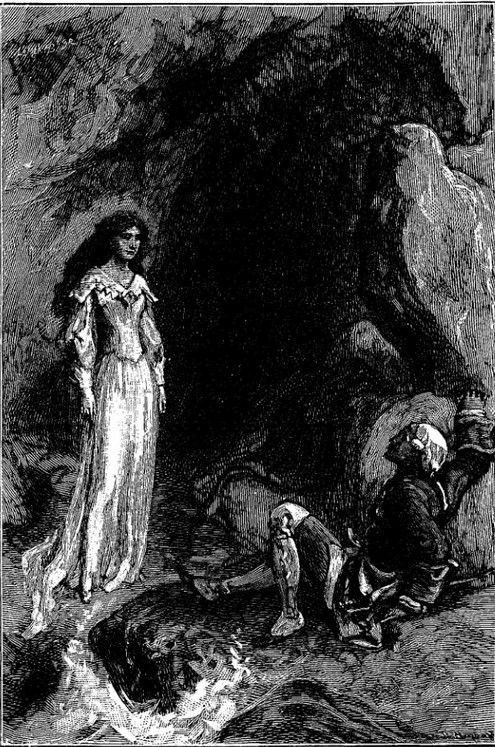
Illustration des Märchens La fée des Houles, 1883 in den von Paul Sébillot gesammelten Contes de terre et de mer veröffentlicht.

Grottenfeen (französisch fées des houles, englisch houles fairies) sind mythische Wesen aus der bretonischen Folklore, die entlang der Kanalküste, von Cancale bis Tréveneuc in der Haute-Bretagne sowie auf den Kanalinseln wie Guernsey, beheimatet sind. Ihr französischer und englischer Name leitet sich von den sogenannten houles ab – natürlichen Höhlen und Grotten in den Küstenfelsen, die als ihre Wohnstätten gelten. Diese Fabelwesen sind tief in den lokalen Legenden verwurzelt und verkörpern eine Mischung aus Schönheit, Macht und Geheimnis.

## Eigenschaften
Die Legenden der Grottenfeen sind stark von ihrer Verbindung zur Küstenregion und zum Meer geprägt. Sie werden als schöne, mächtige und fast unsterbliche Wesen beschrieben, die jedoch durch den Kontakt mit Salz sterblich werden können. Sie ähneln in ihrem Verhalten den Menschen, unterscheiden sich aber durch ihre übernatürlichen Fähigkeiten.
In der bretonischen Tradition gelten sie als wohlwollend, solange man ihnen mit Respekt und Höflichkeit begegnet. Sie leben in Gemeinschaften innerhalb der houles, die oft als luxuriös ausgestattet beschrieben werden – mit Räumlichkeiten zum Backen, Unterrichten, Musizieren und Speisen. Ihre Lebensweise erinnert an die wohlhabender Grundbesitzer: Sie backen Brot, spinnen Wolle, fischen und widmen sich häuslichen Tätigkeiten. Nachts tanzen sie im Mondschein oder singen Lieder, deren Melodien als so bezaubernd beschrieben werden, dass sie die Zuhörer in Ekstase versetzen.

## Gesellschaft und Verhältnis zum Menschen
Die Gesellschaft der Grottenfeen ist matriarchalisch. Sie heiraten männliche Feenwesen, die Féetauds, und haben Kinder, denen sie Musik, Verwandlung und die Fähigkeit, das Unsichtbare zu sehen, beibringen. Ihre Diener sind kleine kämpferische Kobolde, die Fions, die sie beschützen.
Grottenfeen interagieren auch mit den Menschen. Sie helfen denen, die sie höflich um Hilfe bitten, indem sie ihnen Nahrung oder magische Gegenstände geben. Sie können aber auch zornig werden, wenn man sie nicht respektiert oder versucht, ihre magischen Verkleidungen zu durchschauen.

## Ursprung
Die Ursprünge der Grottenfeen liegen im Dunkeln. Einige Forscher wie Roger Sherman Loomis sehen Parallelen zu Figuren aus der Artussage wie Morgan le Fay. Andere vermuten Verbindungen zu antiken Göttinnen wie den Parzen oder zu lokalen Überlieferungen über Korrigans (kleine bretonische Kobolde). Eine alternative Erklärung ist, dass Schmuggler die Geschichten über die Grottenfeen verbreiteten, um ihre Aktivitäten in den Küstenhöhlen zu verschleiern.

## Lokale Legenden

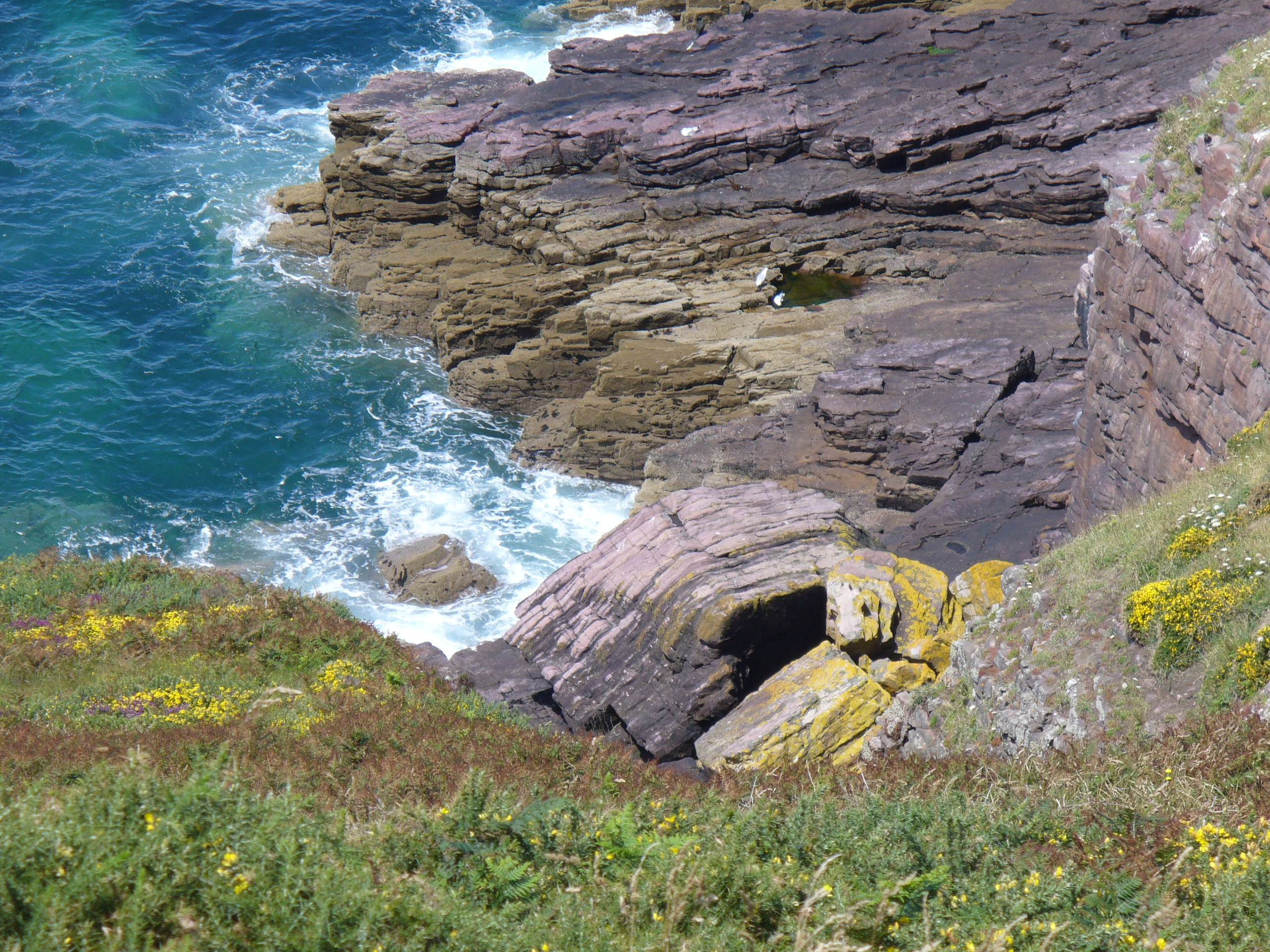
Eingang zu einer Grotte in den Felsen des Cap Fréhel bei Plévenon

Um die Grottenfeen ranken sich zahlreiche Legenden. In Saint-Suliac wird zum Beispiel von einer Fee erzählt, die mit ihrer Stimme den Wind und das Meer besänftigen konnte. Die Fischer brachten ihr Blumen als Opfergaben an den Eingang ihrer Grotte.
Eine andere Geschichte erzählt von der Houle de la Corbière, wo nachts Geräusche wie das Surren eines Spinnrades oder das Weinen eines Kindes aus dem Untergrund zu hören waren – Zeichen für die Anwesenheit der Feen.
Einige dieser Höhlen wurden im Laufe der Zeit zerstört oder verlassen. In manchen Erzählungen ziehen sich die Grottenfeen „in ein anderes Land“ zurück oder sterben beim Einsturz ihrer Behausungen. Einige Erzählungen lassen jedoch auf eine mögliche Rückkehr hoffen.

## Bedeutung in der bretonischen Kultur
Die Grottenfeen, von den Einheimischen oft respektvoll „gute Damen“ genannt, waren bis ins 19. Jahrhundert fester Bestandteil der lokalen Glaubenswelt. Mit der Modernisierung und dem Aufkommen von Seebädern wie Saint-Malo begann ihr Einfluss jedoch zu schwinden.